# Turbe
Een turbe is een gerechtelijk onderzoek door een groep van beëdigde getuigen naar de geldigheid van gewoonterecht, dat gezien zijn ongeschreven en versnipperd karakter moeilijk te bewijzen is. De term is afkomstig van het Latijnse woord "turba", wat "menigte" of "de massa" betekent.

## Ontstaan
De turbe is ontstaan in de 13e eeuw, de oudste vermelding ervan is te vinden in een ordonnantie van de koning Lodewijk IX van Frankrijk uit 1270. In gevallen waarbij tijdens een zitting van de schepenbank een gewoonterechtsregel aangevochten werd, konden de schepenen inwoners oproepen om te getuigen. Dat heette onderzoek door middel van een turbe en de getuigen werden turbisten genoemd. Turbisten werden gekozen omwille van hun ervaring met de te bewijzen gewoonterechtsregel. Het waren gewezen functionarissen als schepenen, borgemeesters, Heilige Geestmeesters of tiende penningpachters, eventueel aangevuld met ter zake deskundige ingezetenen als boeren, brouwers of wevers, veelal van gevorderde leeftijd. Het aantal turbisten verschilde van periode tot periode en was niet overal hetzelfde. Het minimumaantal was drie, het maximum twintig, met zeven als meest voorkomende aantal. Na een ordonnantie door Karel V uitgevaardigd in 1550, moest het aantal turbisten in de Lage Landen minstens tien bedragen.

## Procedure
Bij de beëdiging van de turbisten werd een voorspreker aangeduid. Deze raadpleegde zijn collega turbisten over het bestaan van de gewoonterechtelijke regel. De getuigenis van de turbisten beperkte zich meestal tot de simpele verklaring dat de betwiste gewoonterechtsregel naar hun weten sinds mensenheugenis in hun woonplaats bestond, dan wel niet bestaan had. Soms werd verwezen naar vroegere rechtspraak. Na de raadpleging deed de voorspreker mondeling uitspraak, waar de overige turbisten zich dan bij aansloten. Deze unanieme uitspraak door de mond van de voorspreker was een noodzakelijke voorwaarde voor de bewijskracht van de turbe. De turbe werd afgenomen door minstens één schepen bijgestaan door een griffier, die de verklaringen van de voorspreker optekende. Het kon gebeuren dat de turbisten het niet eens werden. Dan werd zowel de mening van de meerderheid als van de minderheid weergegeven, deze turbe had daarmee geen bewijskracht.

## Kritiek
De turbe was bij geschoolde juristen omstreden vanwege de vereiste eenparigheid van stemmen. Zij beschouwden de turbe als de getuigenis van één persoon. Testis unus, testis nullus (één getuige is geen getuige) was hun oordeel. Dat werd mede onderbouwd door een verwijzing naar de Bijbel waarin geschreven staat "In de mond van twee of drie getuigen zal elke zaak vaststaan" (Deuteronomium 19:15). Een gelijkluidende uitkomst van twee turben was in hun ogen wel acceptabel.

## Afschaffing
De turbe werd in Frankrijk door Colbert afgeschaft in 1667. In de Lage Landen had de procedure toen reeds aan betekenis ingeboet doordat het gewoonterecht in de 16e eeuw in opdracht van Keizer Karel V was beschreven. Later werd ook wel van de turbe gebruikgemaakt als in een rechtszitting niet gedocumenteerde omstandigheden uit het verleden moesten worden geverifieerd. Met de gerechtelijke hervormingen die doorgevoerd werden na de val van het ancien régime werd de turbe ook in de Lage Landen definitief afgeschaft.